# Castillo de Íscar
El castillo de Íscar se encuentra en la localidad de Íscar, provincia de Valladolid, Castilla y León, España.

## Ubicación
Se encuentra ubicado en una montaña sobre Íscar, y desde él se puede observar la Tierra de Pinares.

## Historia

Foto antigua del castillo.

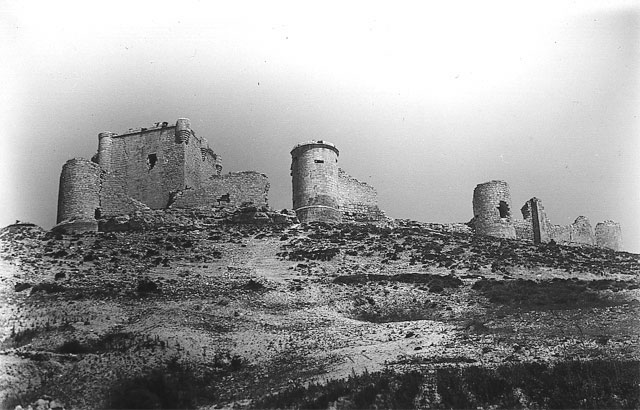
Foto antigua del conjunto defensivo.

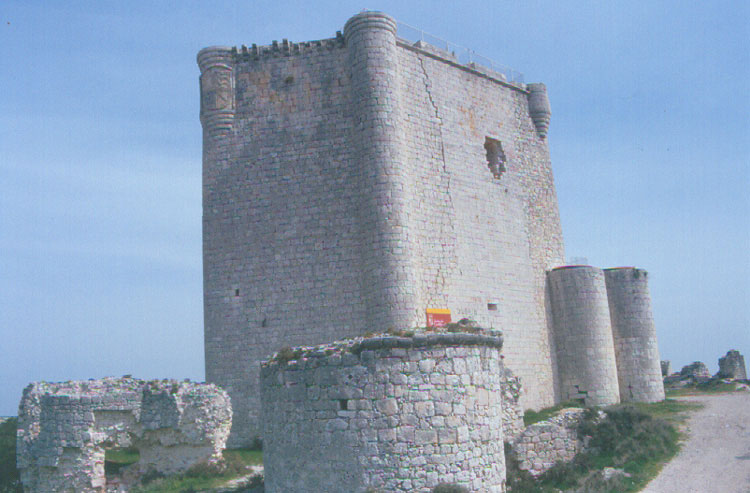
Diapositiva en color del castillo (años 80/90).

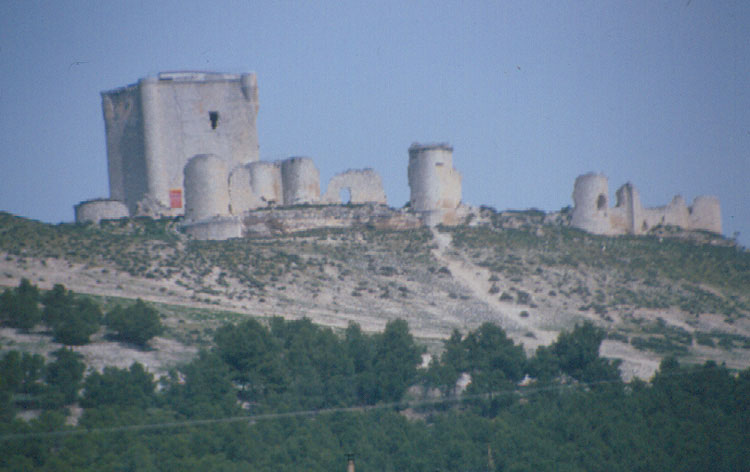
Diapositiva en color del complejo amurallado.

La primera mención escrita de Íscar tiene lugar en el año 939, al relatar las crónicas musulmanas el camino seguido por las tropas de Abderramán III para destruir los primeros asentamientos cristianos al sur del Duero: ... trasladándose luego a Hins 'Skr[castillo de Íscar] que fue hallado abandonado, lo arrasaron y asolaron las propiedades de sus gentes...
La definitiva repoblación cristiana de Íscar tendrá lugar en 1086, tras la toma de Toledo por Alfonso VI, monarca que, según la tradición, encomendó dicha colonización a Álvar Fáñez de Minaya. Así lo cuenta el infante don Juan Manuel en su obra El Conde Lucanor: Don Alvar Háñez era muy buen omne et muy onrado et pobló a Ixcar, et morava ý.
Sobre las ruinas de anteriores fortalezas, dominando desde lo alto el pueblo y el mar de los pinares, se alza el castillo de Íscar. La parte más antigua conservada, probablemente de finales del siglo XIII, corresponde a restos de las murallas y a la estructura interior de la torre del homenaje, dividida en cuatro niveles de madera. Defendiendo el acceso desde el páramo, se dispuso un foso excavado en las rocas calizas.
En la segunda mitad del siglo XV se procedió a un refuerzo general de la torre, con fines defensivos y constructivos. Se edificó un cuerpo torreado, a modo de barbacana, que servía de antepuerta y acceso a la torre mediante un puente levadizo. En el lado opuesto, se añadió un gigantesco espolón defensivo, flanqueado por dos torrecillas, transformando la planta en pentagonal.
En una de ellas aparecen los escudos de don Pedro de Zúñiga y Avellaneda y de su esposa doña Catalina de Velasco y Mendoza, II Condes de Miranda, que permiten fechar la obra entre 1478 y 1493. Delante de este espolón se construyó una pequeña barrera artillera con tres cubos circulares, troneras tipo buzón y se añadieron otros cubos circulares al recinto primitivo. En el interior de la torre se construyó una bóveda de crucería.
En el primer tercio del siglo XVI, para evitar la ruina de la torre, fue preciso reforzar la bóveda de sillería con una robusta columna central y reconstruir totalmente el muro sur. Las excavaciones arqueológicas realizadas en 1998, en el extremo oriental del patio de armas, han sacado a la luz restos de muros y pavimentos de diversas estancias residenciales. Su fachada estaba formada por una galería porticada de columnas y arquerías de estilo gótico final, de principios del siglo XVI.
Con el paso del tiempo y las desamortizaciones, los Condes perdieron todos los derechos y privilegios sobre Íscar, quedando las propiedades repartidas entre otros lugareños y terceros herederos. En 1989 una familia iscariense, lo compra y tras varios años de abandono y sin ningún uso del mismo, el Ayuntamiento de Íscar consiguió recuperarlo efectuando su compra el 13 de marzo de 1991 por importe de 78.000 €.
Desde ese momento, pasando por la firma del Plan Director en el año 2002, hasta nuestros días, el castillo ha recibido una inversión en restauración y consolidación de 3.000.000 €, inversión sufragada por el Ayuntamiento de Íscar en colaboración con otras entidades y administraciones como Caja España-Obra Social, la Diputación de Valladolid, la Junta de Castilla y León y PRODERCAL Ruta del Mudéjar.
En la actualidad se ejecuta la pavimentación del patio de armas y la construcción de un Pabellón de Madera, dotado de servicios higiénicos, para recepción de visitantes, exposiciones o futuro restaurante.
Su cerramiento y consolidación permite celebrar eventos, como la Feria Medieval Maestro y Aprendiz durante el mes de julio, conciertos y otros que le den la vida y le ennoblezcan como el castillo que presenció nuestra larga y lejana historia.

## Actualidad

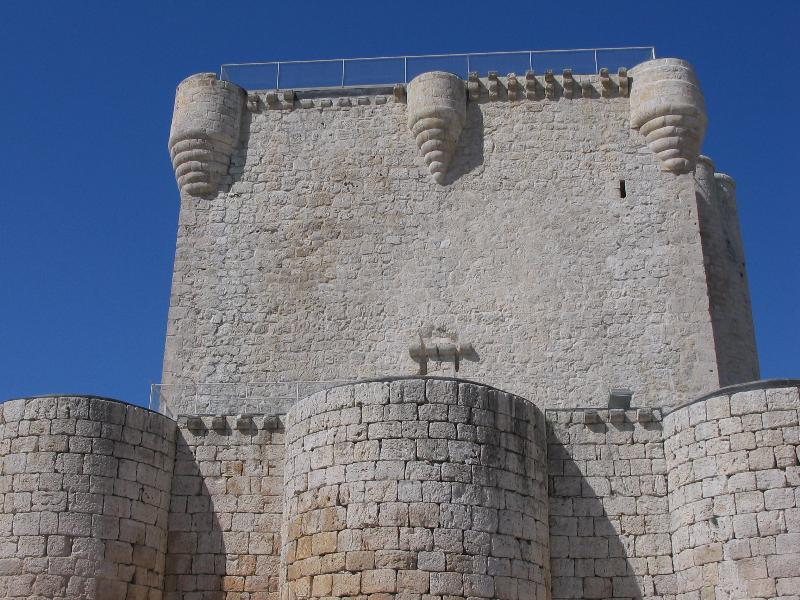
Vista desde otro ángulo del castillo.

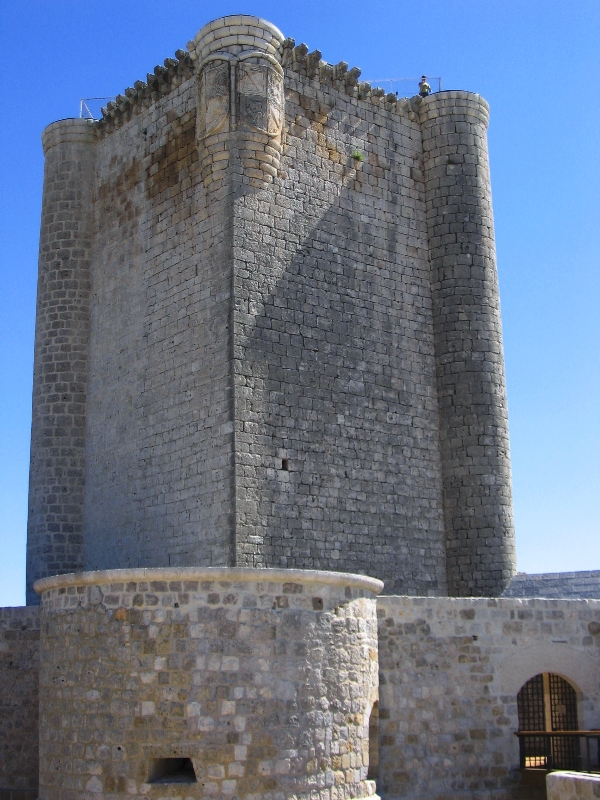
Torre del homenaje.

Ha sido restaurado completamente por el Ayuntamiento de Íscar en 2007. Además, en su patio de armas de más de tres mil metros cuadrados se ha instalado la microcervecera La Loca Juana que elabora cerveza artesanal. El castillo de Íscar ofrece una programación cultural y gastronómica estable todo el año.
A las diferentes celebraciones que se producen en el Castillo, por su amplia patio de armas, se le añade la tradición del 'pinillo'. El 31 de abril los cuartos, aquellos quintos que tenían que esperar todavía un año para irse a la mili, cortaban un pinillo en la ladera del castillo y lo tenían que subir hasta lo más alto de la Torre de Homenaje El árbol permanecía allí todo el mes de mayo. De esta forma, cada vez que alguien del pueblo mirara hacia el castillo vería el pinillo en lo más alto. A día de hoy, y aunque los quintos ya no vayan a la mili, la tradición continua, eso sí, con supervisión de Ayuntamiento para evitar cualquier tipo de incidente.